# Бохинське озеро
Бохинське озеро (словен. Bohinjsko jezero, нім. Wocheiner See) — найбільше постійне озеро Словенії, що займає площу 3,18 км². Розташоване на висоті 525 м над рівнем моря на території общини Бохинь і є частиною національного парку «Триглав».

## Географія

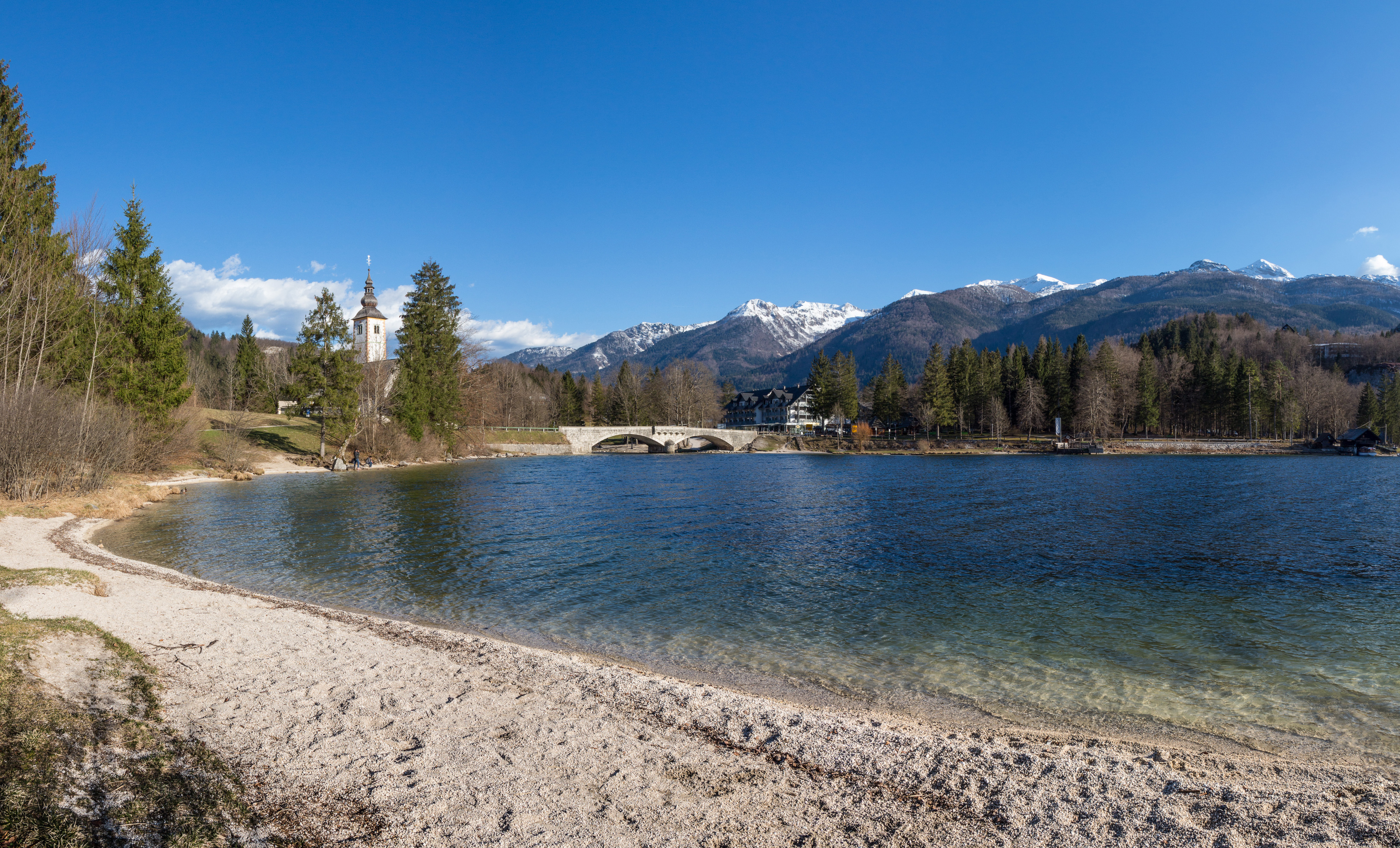
Вид на Бохінське озеро і село Рибчев Лаз (Ribčev Laz)

Озеро простягається на 4,2 км в довжину і має максимальну ширину близько 1 км. Це льодовикове озеро, яке утворилося завдяки морені.
Найбільший приплив, що впадає в озеро, Савица («Маленька Сава»), живиться з Чорного озера (словен. Črno jezero), найбільшого в озерної долині Триглава. Зі східної частини озера витікає струмок Єзерниця (словен. Jezernica), який після злиття з Мостніцею утворює річку Сава-Бохиньку, яка, в свою чергу, зливається з річкою Сава-Долинка і утворює Саву. Як з'ясував Бальтазар Гакет в XVIII столітті, з Бохінського озера витікає води більше, ніж надходить, що пояснюється додатковими підземними джерелами живлення.
У чистих водах озера мешкають форель, минь, головень, звичайний гольян, арктичний голець, вісім видів молюсків, а також численні види водоростей. Воно є популярним місцем туризму, на озеро приїжджають заради купання та інших водних видів спорту. На березі розташована статуя легендарної сарни Золоторога, історія якої була увічнена поетом Рудольфом Баумбахом.